# Brian Mariano
Brian Mariano (Curazao, Países Bajos, 22 de enero de 1985) es un atleta neerlandés, especialista en la prueba de 4 x 100 m en la que llegó a ser campeón europeo en 2012.

## Carrera deportiva
En el Campeonato Europeo de Atletismo de 2012 ganó la medalla de oro en los relevos 4 x 100 metros, con un tiempo de 38.34 segundos, llegando a la meta por delante de Alemania (plata) y Francia (bronce), siendo sus compañeros de equipo: Churandy Martina, Giovanni Codrington y Patrick van Luijk.